# Lake County (Ohio)
 Der er flere lokaliteter med dette navn, se Lake County.
Lake County er et county i den amerikanske delstat Ohio. Amtet ligger i den nordøstlig del i delstaten ved Lake Erie, og det grænser op til Ashtabula County i øst, Geauga County i syd og mod Cuyahoga County i vest. Amtet grænser desuden op til Ontario i Canada (vandgrænse) i nord.
Lake Countys totale areal er 2.535 km², hvoraf 591 km² er vand. I 2000 havde amtet 227.511 indbyggere.
Amtets administration ligger i byen Painesville.
Amtet blev grundlagt i 1840 og har fået sit navn på grund af beliggenheden ved Lake Erie. 

## Demografi
Gennemsnitsindkomsten for en hustand var $48,763 årligt, mens gennemsnitsindkomsten for en familie var på $57,134 årligt.